# Gemeinde Gorje
Gorje (deutsch: Göriach) ist eine Gemeinde (Občina) in der Region Gorenjska in Slowenien. Verwaltungssitz ist die Ortschaft Zgornje Gorje.

## Lage
Die aus 12 Ortschaften bestehenden Gesamtgemeinde liegt westlich von Bled (deutsch: Veldes). Bekanntes Ausflugsziel ist die Vintgarklamm zwischen den senkrechten Wänden der Berge Hom und Boršt. 

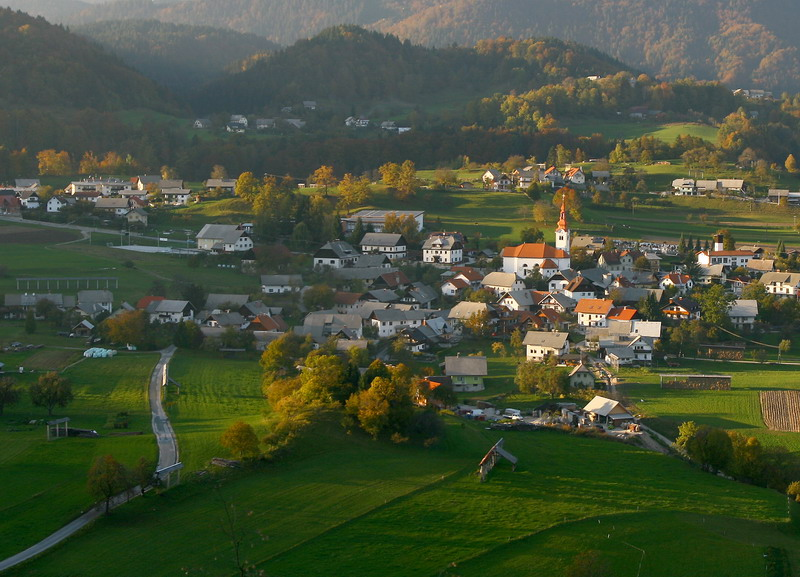
Zgornje Gorje (Ober Göriach)

## Ortschaften der Verbandsgemeinde
(In Klammern jeweils die deutschsprachigen Ortsbezeichnungen)
- Grabče (Grabtschach)
- Krnica (Kernitz)
- Mevkuž (Menkusch)
- Perniki (Pernike)
- Podhom (Buchheim)
- Poljšica pri Gorjah (Pogelschitz)
- Radovna (Rothwein)
- Spodnje Gorje (Unter Göriach)
- Spodnje Laze (Unter Laase)
- Višelnica (Wischelnitz)
- Zgornje Gorje (Ober Göriach)
- Zgornje Laze (Ober Laase)

## Nachbargemeinden
| Kranjska Gora | Kranjska Gora, Jesenice                     | Jesenice |
|               | Kompassrose, die auf Nachbargemeinden zeigt | Bled     |
| Bohinj        | Bohinj, Bled                                | Bled     |

## Geschichte
Die Gemeinde entstand Mitte Dezember 2006. Bis dahin gehörte das Gebiet zur Gemeinde Bled.
In dem zur Gemeinde gehörenden Ort Spodnje Gorje wurden vier Massengräber aus der Zeit nach dem Ende des Zweiten Weltkriegs gefunden.

## Persönlichkeiten
- Miha Ličef (* 1997), Skilangläufer

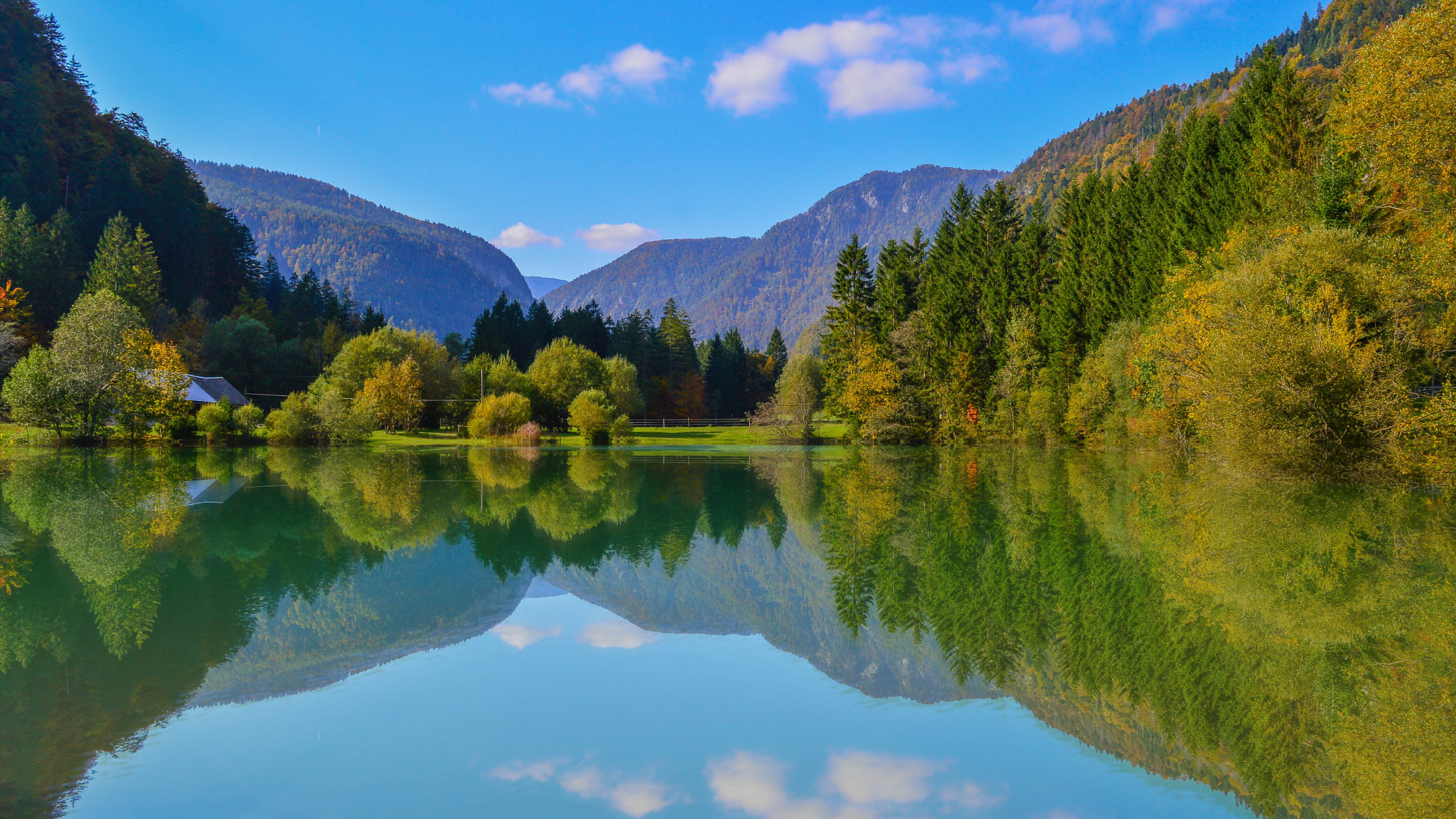
Kreda-See, Radovna
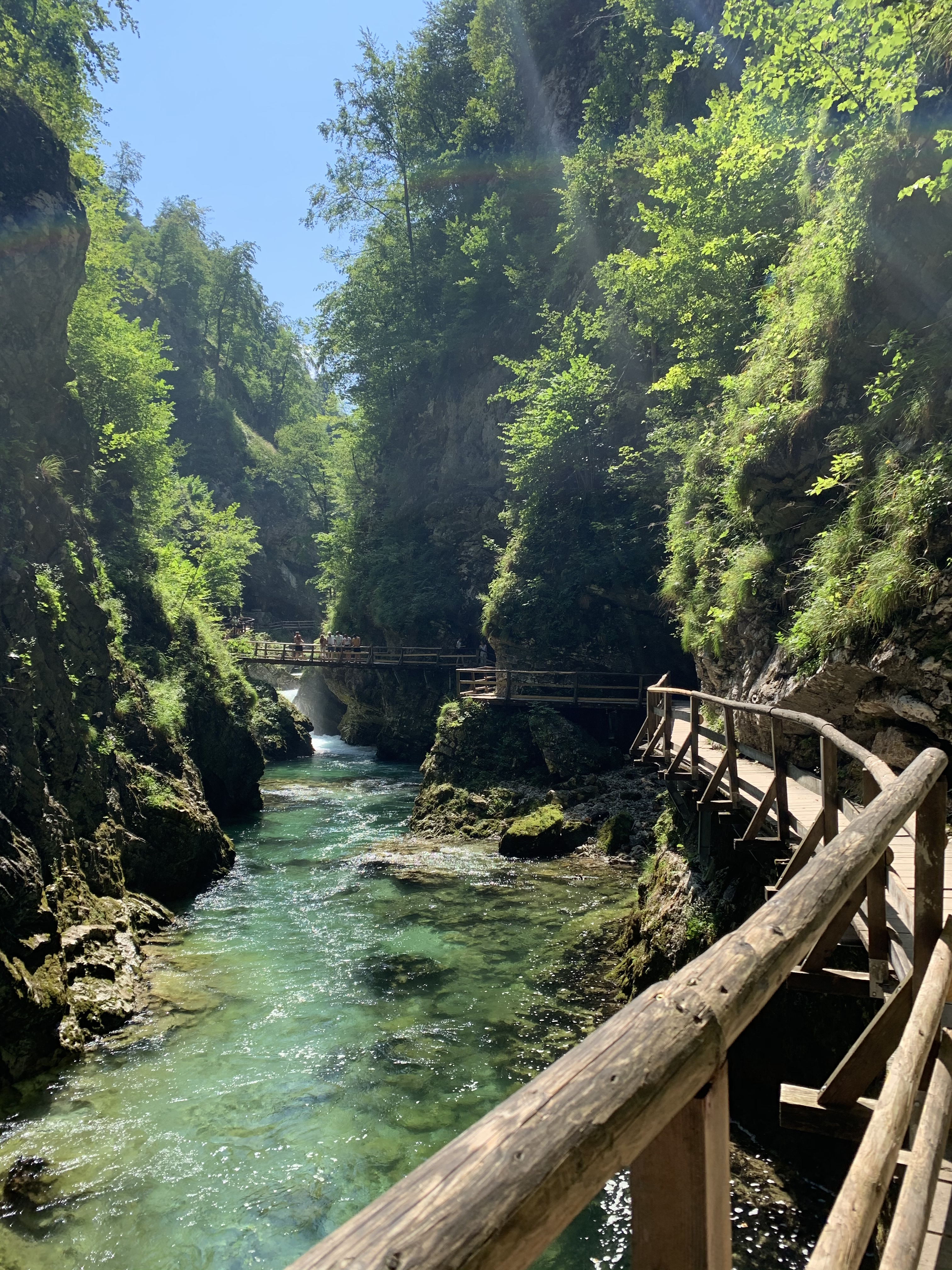
Vintgar-Schlucht, Podhom
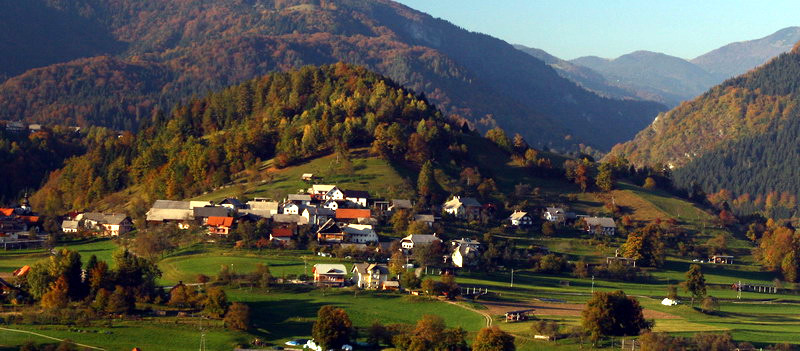
Višelnica